# Beleidsinstrument
Een beleidsinstrument is een middel dat een organisatie inzet om een beleidsplan uit te voeren. Meestal wordt de term gebruikt in het kader van overheidsbeleid. Overheden kunnen gebruikmaken van een grote variëteit aan beleidsinstrumenten. Vaak worden ze ingedeeld als: communicatieve of informatieve, financieel-economische en juridische beleidsinstrumenten. Verder zijn er nog faciliteiten en handhavingsinstrumenten te onderscheiden. Een wet (juridisch) moet wel eerst bekend zijn gemaakt (communicatie) om bijvoorbeeld een boete (financieel-economisch) te kunnen innen en er moet een sanctie (handhaving) zijn op niet-nakoming. Idealiter worden beleidsinstrumenten dan ook in samenhang ingezet en versterken ze elkaars werking.

## Beleidsinstrumentenmix
Het is de kunst van beleidsmakers om een mix van instrumenten in te zetten die zo efficiënt en effectief mogelijk is. Naast dit utilitaristisch oogmerk speelt er ook een ethische keuze: heiligt het beleidsdoel alle middelen die ingezet kunnen worden? Het antwoord op de vraag naar de juiste verhouding is een kwestie van politiek: de maatregel die de één betuttelend vindt gaat de ander wellicht nog lang niet ver genoeg. Veel politieke discussies gaan dan ook over de aanvaardbaarheid of de proportionaliteit van de in te zetten beleidsinstrumenten.

## Voorbeelden, metaforen en soorten
Een voor veel mensen (te) vergaand voorbeeld van een beleidsinstrument om het aantal verkeersdoden te verminderen: bij elke café-uitgang een 100-procents alcoholcontrole instellen. Minder ingrijpende (en gemakkelijker handhaafbare) alternatieven zijn een hoge accijns en belasting op drank, evenementenbier verplicht stellen, de uitgifte van alcoholica aan banden leggen voor bepaalde plaatsen, tijden en leeftijdsgroepen, een Bob-campagne voeren, frequente alcoholcontroles instellen of een alcoholslot verplicht stellen voor recidivisten. Ook zou men de horecavergunning kunnen intrekken of de verkrijgbaarheid van sterke drank alleen op recept kunnen laten plaatsvinden. De keuze voor of tegen de inzet van bepaalde beleidsinstrumenten en hun wisselwerking is het resultaat van politieke strijd, gevolgd door een democratisch gedragen beslissing.

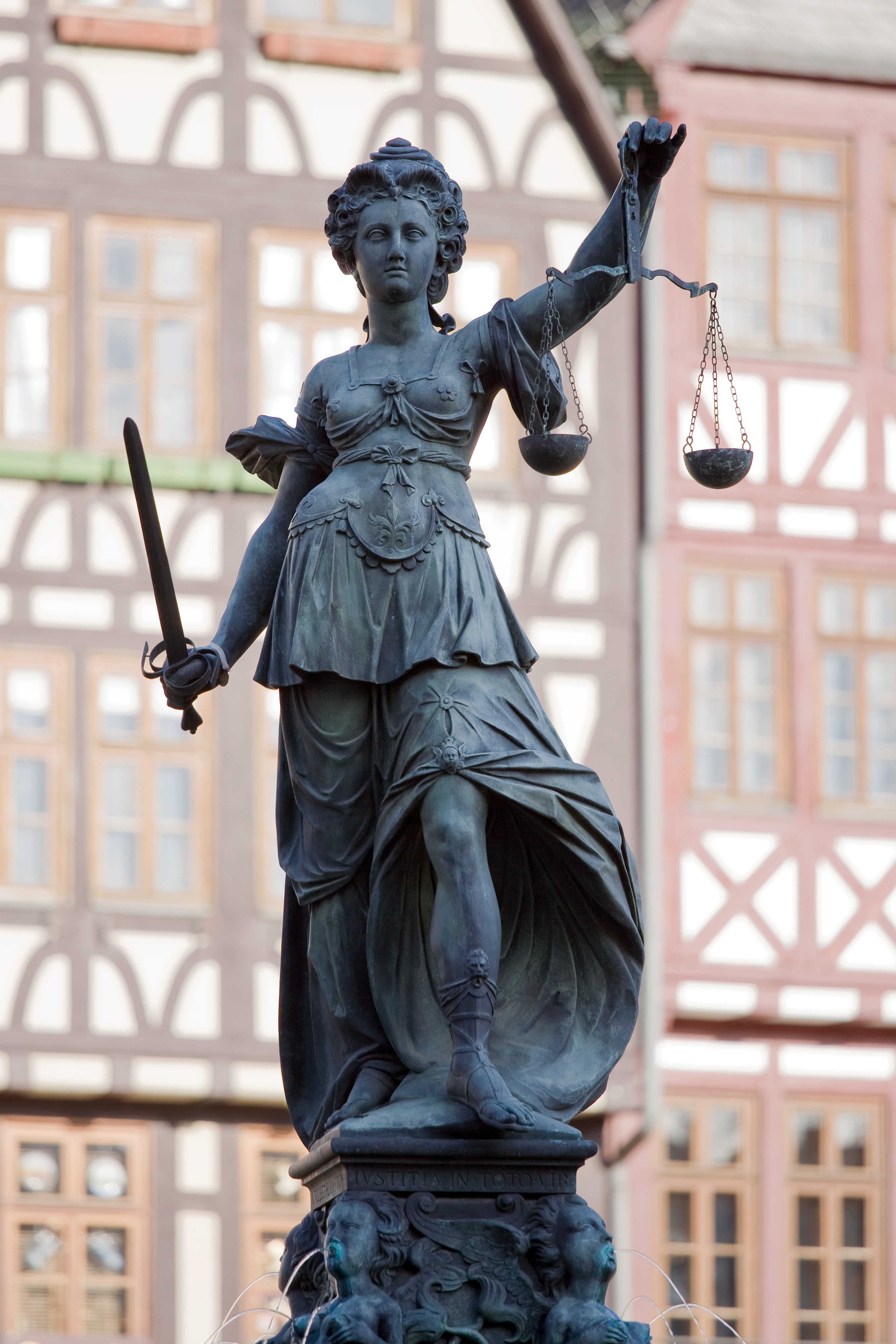
Deze Vrouwe Justitia toont twee van haar instrumenten: de weegschaal en het zwaard.

In Nederlandstalige bestuurskundeboeken worden beleidsinstrumenten vaak toegelicht met de metafoor van de peen, de zweep en de preek: gewenst gedrag uitlokken door iemand met een wortel te belonen, hem een zweepslag geven bij een overtreding of hem waarschuwend toespreken. In de Engelstalige literatuur worden beleidsinstrumenten soms ingedeeld in: engineering, enforcement en education. De beide laatste 'E's' komen het meest overeen met handhavings- of juridische beleidsinstrumenten en met communicatie of educatie. ‘Engineering’ kan het best worden uitgelegd als het faciliteren of stimuleren van bepaald gedrag via techniek, infrastructuur of andere voorzieningen. Om verkeersfiles terug te dringen kunnen tolheffing en autodelen een oplossing zijn, net als het stimuleren van telewerken en de bevordering van het openbaar vervoer. Er bestaan verruimende beleidsinstrumenten zoals nieuwe wegen, bruggen en subsidies. Het aanbieden van een handige webapplicatie of het plaatsen van een glasbak zou men ook onder engineering kunnen laten vallen: zorgen voor een toegankelijke technische voorziening die een oplossing biedt voor in dit geval een kennisbehoefte of een afvalprobleem. Er zijn ook beperkende beleidsinstrumenten zoals het opwerpen van fysieke grenzen, een tolweg, een verbodsbord, hindernis, hek of embargo.
Bij de beïnvloeding van gedrag gaat het er om hoe ongewenst gedrag is te voorkomen of te bestraffen en hoe gewenst gedrag is te bevorderen, te vergemakkelijken of te belonen. Louter communicatie-instrumenten inzetten leidt zelden tot gedragsverandering (behalve als de verandering weinig extra moeite kost of louter voordelen oplevert). Communicatie als beleidsinstrument is verhoudingsgewijs flexibel in te zetten, doorgaans goedkoop doch vaak ook zwak. Maar communicatie is wel essentieel voor het bekendmaken en -raken van het bestaan van andere beleidsinstrumenten: een korting, een snellere weg, een makkelijk of sociaal wenselijker alternatief, et cetera. Handhaving wordt vaak beschouwd als een sterk instrument, maar ook als duur, temeer omdat bijvoorbeeld boetes niet altijd toevloeien naar het overheidsorgaan dat de boete oplegt. De perceptiekosten van handhaving en ook van financieel-economische beleidsinstrumenten zijn relatief hoog.

## Vijf categorieën van beleidsinstrumenten
Beleidsinstrumenten zijn in te delen in vijf hoofdcategorieën. Hierna zijn daar alleen sprekende voorbeelden van gegeven, het arsenaal aan beleidsinstrumenten is in de praktijk veel groter. Eén instrument kan soms in meer categorieën tegelijk worden ingedeeld. Zo is een monumentenlijst feitelijk een communicatief instrument met juridische gevolgen. Vaak zijn daar bepaalde handhavingsgevolgen en subsidies aan verbonden.

### Informatie- en communicatie-instrumenten

De 'Rode Lijst' als graadmeter voor biodiversiteit. Een informatie-instrument dat via codes en stippen de status meldt van uitgestorven (zwart), bedreigde (rood-geel) en niet (meer) bedreigde soorten (groen).

Willekeurige voorbeelden van beleidsinstrumenten op het vlak van communicatie (uitwisseling) en informatie (eenrichtingsverkeer). Een folder, sms-alert, e-mail of tweet. Informatievergaring via een formulier, enquête, petitie, spreekuur of hoorzitting. Het afleggen van een verklaring, het geven van toelichting en instructie. Het voeren van overleg. Het organiseren van scholing en vorming, educatie, een volksraadpleging, advies, inspraak, onderhandelen, zorgen voor openbaarmaking of geheimhouding, een boek uitgeven, lobbyen, een website, database, een beschermde soortenlijst of oorsprongsbenaming opstellen, een oorkonde, lintje, medaille, ereprijs, keurmerk verlenen of een predicaat toekennen, speechen, voorbeeldgedrag vertonen. Ook onderzoek en evaluatie kunnen we rekenen tot de communicatie-instrumenten.

### Financieel-economische instrumenten

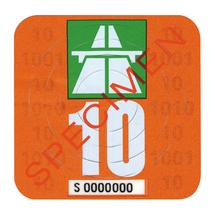
Zwitserland zet het tolvignet in als instrument voor het innen van verkeersbelasting.

Een reeks voorbeelden van instrumenten waarbij het krijgen of betalen van geld een rol speelt. Belastingen, leges of retributies heffen of juist het omgekeerde: investeringsaftrek of subsidie geven, een vestigings-, investerings of slooppremie geven. Een persoonsgebonden budget of uitkering verlenen, een garantstelling afgeven, schadevergoeding uitkeren, korting of emissierechten toekennen. De rente verhogen of een munt devalueren.

### Juridische instrumenten

Een juridisch instrument als het rookverbod werkt beter naarmate de pakkans en de sociale druk stijgen.

Juridische instrumenten hebben te maken met het verlenen van rechten, het wijzen op plichten of het sluiten van overeenkomsten zoals aanschrijven, dreigen, aandringen, vergunnen, gedogen, keuren, verbieden, vorderen, toestaan, verplichten, aanwijzen, benoemen, overeenkomen, certificeren, een convenant of bestuursakkoord sluiten, een proces-verbaal opmaken of een wet of algemene maatregel van bestuur, verordening of decreet uitvaardigen een bestemmingsplan opstellen, een toezegging doen.

#### Faciliterende instrumenten

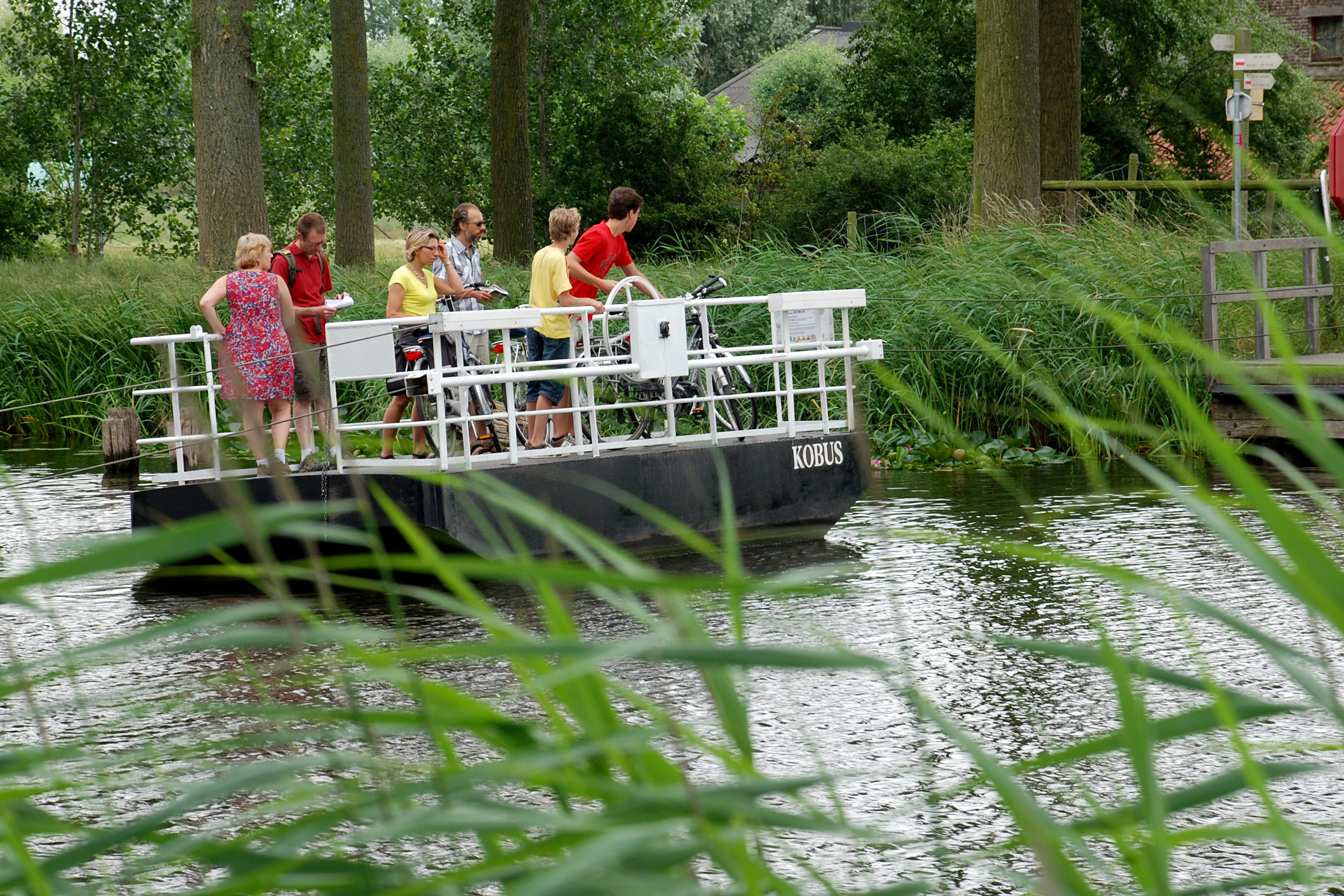
De veerpont als faciliteit. De overheid maakt het met een zelfbedieningsboot mogelijk dat je de Damse Vaart kunt oversteken.

Het palet aan faciliterende beleidsinstrumenten is kleurrijk. Een greep uit de mogelijke voorbeelden: een aanlegsteiger, park, bos, kanaal, sportveld, grens, uitlaatzone of andere voorziening aanleggen en in stand houden, een digitale beslishulp of noodrantsoen aanbieden, wegmarkering en wegwijzers aanbrengen, de doorgang vergemakkelijken of belemmeren, carpoolplaatsen, broedseizoenen en stiltegebieden aanwijzen, een verkiezing organiseren, ratten vangen, een archief- of bibliotheekcollectie vormen, een vaccinatieprogramma aanbieden, erfgoed conserveren, teksten vertalen of digitaal bewaren en ontsluiten, dijken versterken en branden en rampen weren.

### Fysieke instrumenten

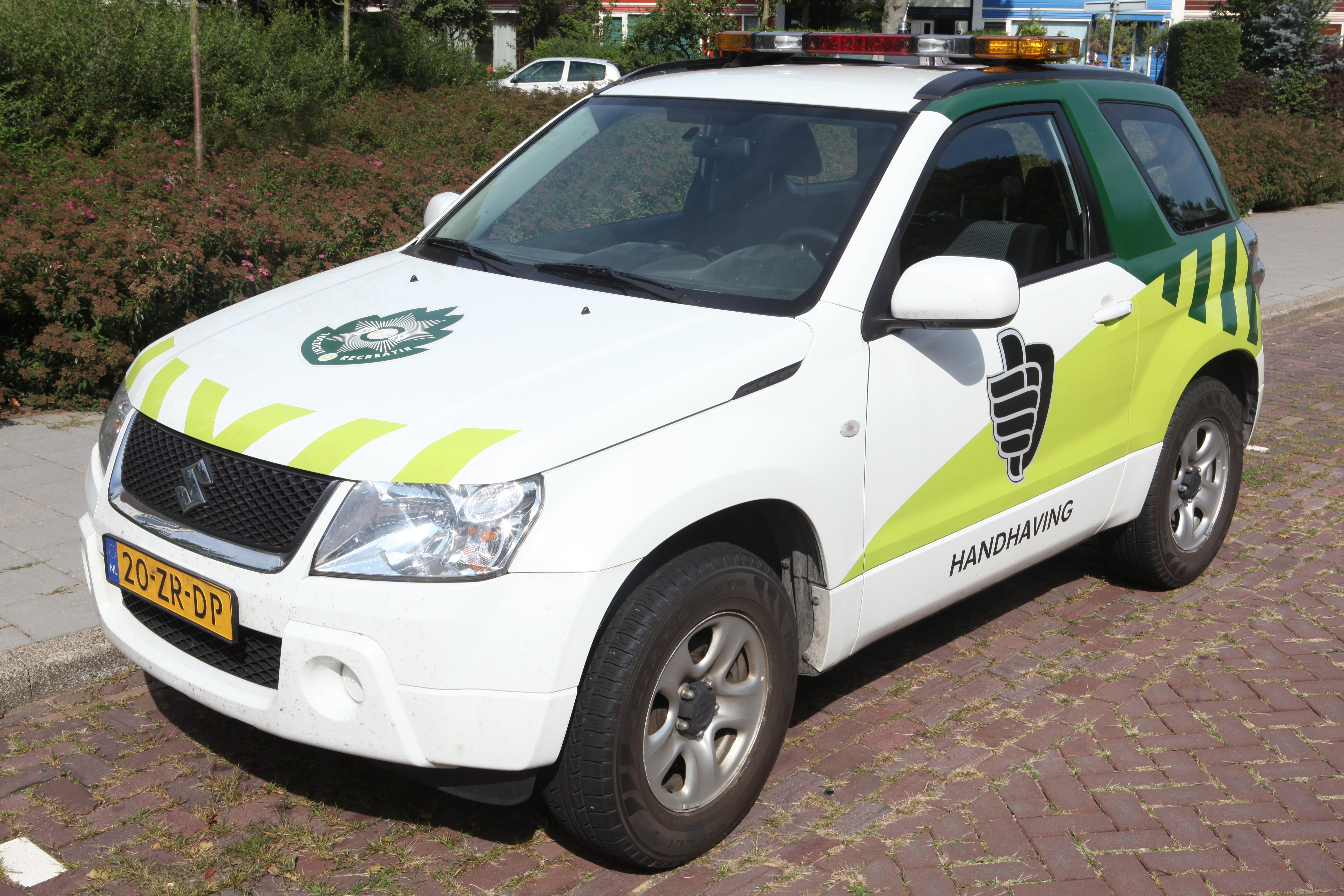
Een speciale dienst in Zuid-Holland zorgt via buitengewoon opsporingsambtenaren voor wetshandhaving in recreatiegebieden

Een rijtje handhavingsinstrumenten tot slot: iemand arresteren, geweld toepassen, in hechtenis nemen, inspecteren, opsporen, rechterlijke straffen ten uitvoer leggen, beslag leggen, een dwangsom innen, een bedrijfsactiviteit stilleggen, een rijbewijs innemen, executoriale verkopen organiseren, iemand het land uitzetten of hem een gebiedsverbod afdwingen, lijfsdwang toepassen.
Handhaving (met geweldsdreiging) is een beleidsinstrument waarover alleen overheden beschikken. Alleen zij zijn gemachtigd om in het uiterste geval een beroep te doen op democratisch gelegitimeerde dwangmiddelen. Leger, marechaussee, douane, politie, openbaar ministerie, inlichtingen- opsporings- en inspectiediensten hebben wettelijke bevoegdheden waar particulieren niet over beschikken. Zij kunnen daarbij zo nodig het geweldsmonopolie van de staat inzetten: dat wil zeggen dat bevoegde ambtenaren binnen strikte grenzen gelegitimeerd zijn gebruik te maken van gewelds- en opsporingsmiddelen die gewone burgers niet hebben. Zij mogen soms wapens dragen en gebruiken, ze mogen op plaatsen komen waar anderen geen toegang hebben en ze mogen mensen tegen hun wil fouilleren of insluiten. Ook een burgemeester mag soms iemand die in de war is en een gevaar voor zichzelf of voor anderen oplevert tegen zijn of haar wil laten opnemen. Soms mogen opsporingsambtenaren met een speciale rechterlijke machtiging gesprekken of computerverkeer afluisteren of het briefgeheim schenden. In sommige landen bestaat nog de doodstraf of worden marteling en wrede verhoortechnieken getolereerd als beleidsinstrument.